# Robsonella
Robsonella Adam, 1938 è un genere di molluschi cefalopodi della famiglia degli Octopodidi.

## Etimologia
Il nome del genere è un omaggio allo zoologo britannico Guy Coburn Robson  (1888 – 1945).

## Descrizione
Il genere comprende polipi di taglia moderata, con mantello ovoidale, dotato di ricca componente muscolare, di colore dal bluastro al viola al marrone scuro, lungo sino a 70 mm, con una macchia bianca frontale e varie dorsali; le braccia sono lunghe 3,5-5 volte il mantello, con ventose in disposizione biseriale; in queste specie non è documentata autotomia; nei maschi il terzo braccio destro è ectocotilizzato e misura circa il 75% della lunghezza del braccio corrispondente. Questi polipi sono dotati di una tasca del nero e hanno un sifone a forma di W.

## Tassonomia
Il genere comprende le seguenti specie:
- Robsonella campbelli (E. A. Smith, 1902)
- Robsonella fontaniana (A. d'Orbigny, 1834)
- Robsonella huttoni Benham, 1943
- Robsonella mernoo (O'Shea, 1999)

R. campbelli, R. huttoni e R. mernoo erano in precedenza incluse nel genere Octopus.

## Distribuzione e habitat
Il genere ha un areale disgiunto trans-pacifico che comprende la costa pacifica del Sud America, dal Perù al Cile (R. fontaniana), e la Nuova Zelanda (R. campbelli., R. huttoni e R. mernoo).
Vivono sulle barriere rocciose ma anche su fondali sedimentari, da 0 a 200 m di profondità.